# ゲオルギ・トドロフ

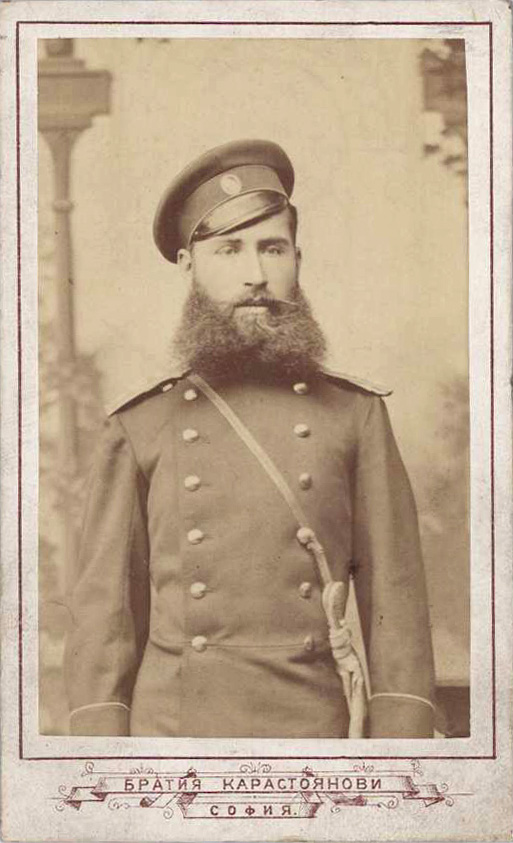
ゲオルギ・トドロフ

ゲオルギ・トドロフ（Георги Тодоров、1858年8月10日 - 1934年11月16日）は、ブルガリアの軍人。歩兵大将。
ベッサラビアのボルグラード出身。1877年から1878年にかけて露土戦争に義勇兵として従軍。1879年、ソフィアの軍事学校で教育を受ける。1882年、ニコラエフ参謀本部アカデミーに入校するが、在学中、1885年のセルビア・ブルガリア戦争に大尉の階級で志願。レトゥチ支隊を指揮し、ヴィジルとクリ間で行動した。アレクサンダル公を打倒するクーデターに参加。1886年9月、クーデター参加により退役させられたが、1887年に軍に復帰。軍事学校の課程監察官、セヴリエヴォ守備隊長、第20歩兵ソブルジン連隊長、第19歩兵シュメン連隊長、第6師団第1旅団長を歴任。
1910年1月、第7リル歩兵師団長に任命され、1912年～1913年の第一次バルカン戦争に参加。1913年1月、ブライル近郊でトルコ軍の攻撃を撃退した。1913年の第二次バルカン戦争時、7月4日～18日のカリマンツ会戦で功績を上げた。戦後、第2軍管区監察官。
第一次世界大戦勃発と共に、1915年9月15日、管区に基づき第2軍が編成され、その司令官となった。第2軍には、第3バルカン、第7リル、第2トラキア、第5ドナウ、第11マケドニア歩兵師団、騎兵師団、3個国境支隊と支援部隊、総員22万8千人が存在した。1915年10月～12月のセルビア戦役時、第2軍はマケドニアに侵入した。1915年10月、ヴォダルに到達し、10月22日、ヴラニエ駅、後にヴラニエ－ウスキュブ100km地点を奪取し、セルビア軍と連合軍の電信線を切断した。10月22日～25日、遠征軍団との戦闘で勝利したが、11月6日～15日、カチャニク、バブン、クリヴォラク付近で撃退され、防勢に転移した。11月22日、セルビア軍がフェリジョヴィッチ付近で第2軍の右翼に対して逆襲に転じたため、クラグエヴァツ付近でセルビア軍主力を撃滅するという当初の目標を遂行することができなくなった。
1918年2月、ドブロジャ戦線の第3軍司令官に任命。1918年初め、在マケドニア・ブルガリア軍集団を指揮し、ニコラ・ジェコフ将軍の補佐官を兼任した。6月、第3軍解散。9月、ジェコフが病気になったため、事実上、トドロフがブルガリア軍の指揮権を握った。9月末、トドロフの部隊は、ルイ・フランシェ・デペレ将軍指揮下のセルビア、フランス、イギリス、ギリシア、イタリア連合軍により撃破された。戦線崩壊と共に、国内で蜂起が始まった。9月29日、テッサロニキで和平締結。
戦後暫くの間、ボリス3世の副官を務めたが、1919年に退役。